# Éliphène Cadet
Pour les articles homonymes, voir Cadet.
Éliphène Cadet, né le 10 août 1980 à Port-au-Prince, est un footballeur haïtien. Il évolue au poste d'attaquant.

## Biographie

### Carrière en club
Surnommé Ti Fèn, Éliphène Cadet est sacré champion du tournoi de clôture 2006 avec l'Aigle Noir AC, avant de partir la même année à l'AS Capoise où il ne reste qu'un semestre. 
Arrivé au Tempête FC en 2007, il remporte à quatre reprises le championnat d'Haïti de 2007 à 2011 (voir palmarès). Il revient à l'Aigle Noir AC en septembre 2010, puis fait son retour au Tempête FC l'année suivante. En 2015, il écope de dix matchs de suspension après avoir giflé l'arbitre Wilner Laventure lors d'une rencontre opposant son équipe au FICA, le 3 mai 2015. 
Après plusieurs années passées dans l'équipe « belle colonne » (le surnom du Tempête FC), il rejoint en 2017 le FC Port-de-Paix, club évoluant en 2e division. En 2018, il passe à l'US Pont-Sondé, toujours en D2.

### Carrière en sélection
Auteur de 13 buts en 41 sélections entre 2004 et 2010, Ti Fèn Cadet remporte avec les Grenadiers d'Haïti la Coupe caribéenne des nations en 2007. Il a l'occasion de disputer la même année la Gold Cup 2007 aux États-Unis (2 matchs joués).
Buts en sélection
| Buts en sélection d'Éliphène Cadet | Buts en sélection d'Éliphène Cadet | Buts en sélection d'Éliphène Cadet                         | Buts en sélection d'Éliphène Cadet | Buts en sélection d'Éliphène Cadet | Buts en sélection d'Éliphène Cadet | Buts en sélection d'Éliphène Cadet |
|                                    | Date                               | Lieu                                                       | Adversaire                         | Score                              | Résultat                           | Compétition                        |
| ---------------------------------- | ---------------------------------- | ---------------------------------------------------------- | ---------------------------------- | ---------------------------------- | ---------------------------------- | ---------------------------------- |
| 1.                                 | 12 décembre 2004                   | Lockhart Stadium, Fort Lauderdale (États-Unis)             | Saint-Christophe-et-Niévès         | 1-0                                | 1-0                                | Qualif. Coupe caribéenne 2005      |
| 2.                                 | 15 décembre 2004                   | Warner Park, Basseterre (Saint-Christophe-et-Niévès)       | Saint-Christophe-et-Niévès         | 0-1                                | 0-2                                | Qualif. Coupe caribéenne 2005      |
| 3.                                 | 12 janvier 2005                    | Stade Ricardo Saprissa, San José (Costa Rica)              | Costa Rica                         | 3-1                                | 3-3                                | Match amical                       |
| 4.                                 | 12 janvier 2005                    | Stade Ricardo Saprissa, San José (Costa Rica)              | Costa Rica                         | 3-2                                | 3-3                                | Match amical                       |
| 5.                                 | 16 janvier 2005                    | Estadio Pedro Marrero, La Havane (Cuba)                    | Cuba                               | 0-1                                | 1-1 a.p.                           | Coupe caribéenne 2005              |
| 6.                                 | 13 février 2005                    | Lockhart Stadium, Fort Lauderdale (États-Unis)             | Guatemala                          | 1-1                                | 2-1                                | Match amical                       |
| 7.                                 | 15 septembre 2006                  | Saint-Marc (Haïti)                                         | République dominicaine             | 3-1                                | 3-1                                | Match amical                       |
| 8.                                 | 7 janvier 2007                     | Ato Boldon Stadium, Couva (Trinité-et-Tobago)              | Bermudes                           | 1-0                                | 2-0                                | Qualif. Coupe caribéenne 2007      |
| 9.                                 | 9 janvier 2007                     | Ato Boldon Stadium, Couva (Trinité-et-Tobago)              | Bermudes                           | 0-1                                | 0-3                                | Qualif. Coupe caribéenne 2007      |
| 10.                                | 9 janvier 2007                     | Ato Boldon Stadium, Couva (Trinité-et-Tobago)              | Bermudes                           | 0-3                                | 0-3                                | Qualif. Coupe caribéenne 2007      |
| 11.                                | 20 janvier 2007                    | Hasely Crawford Stadium, Port of Spain (Trinité-et-Tobago) | Guadeloupe                         | 0-1                                | 1-3                                | Coupe caribéenne 2007              |
| 12.                                | 24 mars 2007                       | Miami Orange Bowl, Miami (États-Unis)                      | Panama                             | 1-0                                | 3-0                                | Match amical                       |
| 13.                                | 19 avril 2007                      | Estadio Nilmo Edwards, La Ceiba (Honduras)                 | Honduras                           | 1-2                                | 1-3                                | Match amical                       |

## Palmarès

### En club
- Aigle Noir AC
  - Champion d'Haïti en 2006 (clôture).

- Tempête FC
  - Champion d'Haïti en 2008 (ouverture), 2009 (ouverture), 2010-2011 (ouverture) et 2011 (clôture).

### En équipe nationale
- Haïti
  - Vainqueur de la Coupe caribéenne des nations en 2007.